# Idioma chico
La lengua chico (también conocida como maidu del Valle) es un idioma maidu extinto que hablaban los pueblos maidu del norte de California, entre Sacramento y las estribaciones de la Sierra Nevada.